# Georges Vicaire
Pour les articles homonymes, voir Vicaire (homonymie).
Georges Ernest Marie Vicaire est un bibliophile et bibliographe français né en 1853 à Paris (1er arrondissement ancien) et mort en 1921 à Chantilly. Fils d'Henri Vicaire (1802-1865), directeur général des forêts, et de Marthe Vicaire Blais (1817-1875), son épouse. Georges Vicaire est le père de Jean Vicaire et de Marcel Vicaire, peintre orientaliste (1893-1976).

## Biographie
Georges Vicaire fut chargé de travaux spéciaux relatifs à la confection du catalogue des imprimés à la Bibliothèque de l'Arsenal puis attaché à la bibliothèque Mazarine. En 1909, l'Institut de France l'a nommé Conservateur de la Bibliothèque Lovenjoul, constituée par Charles de Spoelberch de Lovenjoul, et située à Chantilly, à côté du Musée Condé, qui conserve la très importante Bibliothèque du Duc d'Aumale. Il était aussi correspondant à la Bibliothèque du Vatican. Il avait donc accès aux fonds de ces deux institutions.
Il est l'auteur des bibliographies d'Honoré de Balzac, José-Maria de Heredia, George Sand, Stendhal, Victor Hugo  et d'ouvrages gastronomiques et un très important ouvrage en 8 tomes sur la littérature du XIXe siècle Le Manuel de l'amateur de livres du XIXe siècle** Les 8 tomes disponibles en ligne
"Cet ouvrage qui demeurera un des monuments de la bibliographie, a, entre autres mérites celui de débrouiller pour la première fois la question longtemps négligée des éditions originales des grands romantiques" et vaut à son auteur : en 1906, le prix Botta de l'Académie française et à deux reprises, en 1900 et en 1912, le prix Brunet, décerné par l'Académie des inscriptions et belles-lettres.
De 1896 jusqu'à sa mort, Georges Vicaire assure la direction du Bulletin du bibliophile auquel il collaborait depuis 1890. De 1898 à 1902 il est secrétaire des "Amis de l'eau forte" et en 1900, membre du comité d'organisation de la section rétrospective du livre à l'Exposition universelle et membre du comité du congrès international des bibliothèques. Le 27 février 1901, il est élu membre de la Société des bibliophiles françois, fondée en 1820 ; il y succède, au fauteuil n° XII, à Hély d'Oissel, Feuillet de Conches, comte de Charpin-Feugerolles, Mme Standish-Noailles et duc de Fitz-James. Pour elle, il avait publié en 1890 "Rôti-cochon" et préparait pour elle une importante et érudite étude : elle est publiée en 1901 dans l'Almanach du bibliophile auquel il collaborait depuis 1898.
En 1903, paraît la Jeunesse de Balzac de Gabriel Hanotaux et Georges Vicaire. Une nouvelle édition, augmentée de la correspondance de Balzac et de Madame de Berny, paraîtra peu de temps après la mort de Georges Vicaire, dont Gabriel Hanotaux pourra écrire, dans la postface datée du 8 novembre 1921 : "Il n'a pas eu la satisfaction de voir paraître ce livre et, après vingt-cinq années d'une collaboration cordiale, j'ai la douleur de perdre à l'heure de la réalisation, cet incomparable ami. Ce livre vient de lui, il est à lui ; je le rends à sa mémoire. On y retrouvera à chaque page, les marques de sa conscience, de son érudition sans défaut et du culte qu'il professait pour les belles lettres".
Bien informé sur la nourriture et les arts culinaires, ses annotations copieuses ont suscité un intérêt exceptionnel aussi bien pour l'art culinaire que pour la bibliophilie. Son ouvrage Bibliographie gastronomique « doit être considéré comme la plus importante contribution bibliographique dans ce domaine » (André-Louis Simon). Katherine Bitting affirme que : « Ce travail est considéré comme la bibliographie la plus érudite et précieuse existant sur les sujets gastronomiques. »
Cette œuvre constitue la référence bibliographique en matière de livres de cuisine pour ce qui précède 1890. Le bibliophile qui trouve un ouvrage antérieur à cette date, non cité par Vicaire, est tombé sur une perle rare.

## Œuvres
- Le Récit du grand-père. Souvenir d'Alsace, 1882
- Bibliographie gastronomique. La cuisine, la table, l'office, les aliments, les vins, les cuisiniers, les gourmands et les gastronomes, l'économie domestique, facéties, dissertations, singulières, pièces de théâtre, etc., préface de Paul Ginisty, Paris, Rouquette et fils, 1890, ouvrage rare qui recense plus de 2500 ouvrages sur le sujet entre le XVe siècle et la fin du XIXe siècle
  - Disponible en ligne
- Bibliographie des publications faites par M. le Baron Jérôme Pichon, président de la Société des bibliophiles françois, de 1833 à 1892, 1892
- Sir Kenelm Digby et les anciens rapports des bibliothèques françaises avec la Grande-Bretagne, 1892
- Les ″Incunabula biblica″ de M. W. A. Copinger et la ″Bibliographical society″, 1893
- Documents pour servir à l'histoire des libraires de Paris, 1486-1600, en collaboration avec Jérôme Pichon, Paris, Techener, 1894
- Le Viandier de Taillevent, en collaboration avec Jérôme Pichon, 1892
- Manuel de l'amateur de livres du XIXe siècle (1801-1893), 8 volumes, Paris, Rouquette, 1894-1920, Incontournable bibliographie littéraire du XIXe siècle avec collations très précises. Le 8e volume constitue la table.
  - Les 8 tomes disponibles en ligne
- François-Ernest Delaplace, né à Rouen le 26 novembre 1835, mort à Paris le 6 décembre 1895, 1895
- Note sur l'Histoire des Grecs et des Troyens de Darès, traduite par Charles de Bourgueville, 1895
- Tiphaigne de La Roche et la première idée de la photographie en 1760, 1895
- Les ″Almanachs français″ par M. John Grand-Carteret, 1896
- Les Éditions d'art de M. Édouard Pelletan, 1896
- Le Baron Jérôme Pichon, président de la Société des bibliophiles françois, 1812-1896. Notice suivie de la bibliographie de ses travaux, 1897
- Catalogue du cabinet de feu M. le baron Lucien Double, 1897
- Catalogue de la bibliothèque de feu M. le baron Jérôme Pichon, 1897
- La Bibliothèque d'Eugène Paillet, 1899
- La jeunesse de Balzac. Balzac Imprimeur. 1825-1828, en collaboration avec Gabriel Hanotaux, Paris, A. Ferroud, 1903, 1re édition. Librairie des Amateurs, A. Ferroud, F. Ferroud, 1921. (La partie Balzac imprimeur recense et décrit tous les livres imprimés par Balzac dans son imprimerie.)
- Le vicomte de Savigny de Moncorps, La Société des bibliophiles françois. Henri Leclerc, 1916.
  - Disponible en ligne

## Pour approfondir